# Olexandra Tymošenková
Olexandra Tymošenková (* 18. února 1972 Bohuslav) je bývalá ukrajinská moderní gymnastka, která soutěžila za Sovětský svaz. Je olympijskou vítězkou z roku 1992, bronzovou medailistkou z olympijských her z roku 1988, světovou šampiónkou z roku 1989, stříbrnou medailistkou z roku 1991 a dvojnásobnou evropskou šampionkou z vícebojů (1988, 1990). Olexandra Tymošenková byla mezi prvními olympioniky, na jejichž počest byla na olympijských hrách v roce 1992 vztyčena ukrajinská vlajka a hrála ukrajinská hymna.

## Kariéra
Když bylo Tymošenkové sedm let, byl její otec, stavební inženýr, pozván, aby pracoval v Kyjevě. Na Mistrovství Evropy juniorů 1987 se umístila na sedmém místě, což byl její první významný mezinárodní výsledek. Ve věku 14 let se stala sovětskou juniorskou šampionkou a krátce poté nasbírala tři medaile na mistrovství Evropy.
Na mistrovství Evropy 1988 v Helsinkách se Tymošenková dělila o titul se dvěma Bulharkami, Elizabet Kolevovou a Adrianou Dunavskou. O několik měsíců později získala na olympijských hrách v Soulu bronz z víceboje a poté se poprvé stala šampionkou SSSR.
Tymošenková pokračovala ve svém vzestupu a v roce 1989 a na mistrovství světa v Sarajevu získala pět ze šesti zlatých. Její sportovní kariéra pokračovala řadou dalších mezinárodních soutěží, i když začala pociťovat tlak nastupujících moderních gymnastek. V roce 1990 získala svůj druhý evropský titul, ale po zbytek roku bojovala s neustále se zlepšující Oxanou Skaldinovou.

## Odchod do důchodu
Ačkoli se ji ukrajinská federace snažila přesvědčit, aby pokračovala i po olympijských hrách v roce 1992, Tymošenková se rozhodla ve věku 20 let ukončit kariéru. Přihlásila se na Goetheho institut ke studiu německého jazyka a současně dokončila studium na Kyjevské univerzitě tělesné kultury a sportu. Než se vdala a natrvalo se přestěhovala do Vídně, strávila nějaký čas koučováním v Německu.